# Офе
Офе (фр. Auffay) насеље је и општина у северној Француској у региону Горња Нормандија, у департману Приморска Сена која припада префектури Дјеп.
По подацима из 2011. године у општини је живело 1867 становника, а густина насељености је износила 165,22 становника/km². Општина се простире на површини од 11,3 km². Налази се на средњој надморској висини од 100 метара (максималној 162 m, а минималној 90 m).

## Демографија
| 1962. | 1968. | 1975. | 1982. | 1990. | 1999. | 2011. |
| ----- | ----- | ----- | ----- | ----- | ----- | ----- |
| 1.417 | 1.432 | 1.702 | 1.788 | 1.888 | 1.872 | 1.867 |

График промене броја становника у току последњих година